# Copa del Príncipe de la Corona Saudí
La Copa del Príncipe de la Corona Saudí (en árabe: كأس ولي العهد السعودي‎) fue un torneo por eliminatorias de clubes de fútbol y copa nacional de Arabia Saudí. La competición fue fundada oficialmente en 1956, pero tras finalizar la temporada 2016-17 la Federación de Fútbol de Arabia Saudí decidió abolir la competición.

## Palmarés
| Temporada | Campeón             | Resultado      | Finalista           |
| --------- | ------------------- | -------------- | ------------------- |
| 1956-57   | Al-Thaghar (Jeddah) | 3-0            | Al-Olempy           |
| 1957-58   | Al-Ittihad (Jeddah) | 3-2            | Al-Thaghar (Jeddah) |
| 1958-59   | Al-Ittihad (Jeddah) | 4-3            | Al-Wahda (Mecca)    |
| 1959-60   | Al-Wahda (Mecca)    | ?-?            | Al-Ittihad (Jeddah) |
| 1960-61   | West Team           | 2-1            | Central Team        |
| 1961-62   | East Team           | 2-1            | West Team           |
| 1962-63   | Al-Ittihad (Jeddah) | 6-2            | Al-Ettifaq Dammam   |
| 1963-64   | Al-Hilal            | 3-2            | Al-Wahda (Mecca)    |
| 1964-65   | Al-Ettifaq Dammam   | 3-0            | Al-Ittihad (Jeddah) |
| 1965-66   | No se celebró       | No se celebró  | No se celebró       |
| 1966-67   | West Team           | 5-2            | East Team           |
| 1967-68   | West Team           | 4-3            | Central Team        |
| 1968-69   | Central Team        | 0-0 (en pen.)  | West Team           |
| 1969-70   | Al-Ahli (Jeddah)    | bt (en pen.)   | Al-Wahda (Mecca)    |
| 1970-71   | No se celebró       | No se celebró  | No se celebró       |
| 1971-72   | No se celebró       | No se celebró  | No se celebró       |
| 1972-73   | Al-Nassr            | 2-1            | Al-Wahda (Mecca)    |
| 1973-74   | Al-Nassr            | 1-0            | Al-Ahli (Jeddah)    |
|           | No se celebró       |                |                     |
| 1990-91   | Al-Ittihad (Jeddah) | 0-0 (5-4 pen.) | Al-Nassr            |
| 1991-92   | Al-Qadisiya         | 0-0 (4-2 pen.) | Al-Shabab           |
| 1992-93   | Al-Shabab           | 1-1 (5-3 pen.) | Al-Ittihad (Jeddah) |
| 1993-94   | Al-Riyadh           | 1-0            | Al-Shabab           |
| 1994-95   | Al-Hilal            | 1-0            | Al-Riyadh           |
| 1995-96   | Al-Shabab           | 3-0            | Al-Nassr            |
| 1996-97   | Al-Ittihad (Jeddah) | 2-0            | Al-Ta'ee            |
| 1997-98   | Al-Ahli (Jeddah)    | 3-2            | Al-Riyadh           |
| 1998-99   | Al-Shabab           | 1-0            | Al-Hilal            |
| 1999-00   | Al-Hilal            | 3-0            | Al-Shabab           |
| 2000-01   | Al-Ittihad (Jeddah) | 3-0            | Al-Ettifaq Dammam   |
| 2001-02   | Al-Ahli (Jeddah)    | 2-1            | Al-Ittihad (Jeddah) |
| 2002-03   | Al-Hilal            | 1-0            | Al-Ahli (Jeddah)    |
| 2003-04   | Al-Ittihad (Jeddah) | 1-0            | Al-Ahli (Jeddah)    |
| 2004-05   | Al-Hilal            | 2-1            | Al-Qadisiya         |
| 2005-06   | Al-Hilal            | 1-0            | Al-Ahli (Jeddah)    |
| 2006-07   | Al-Ahli (Jeddah)    | 2-1            | Al-Ittihad (Jeddah) |
| 2007-08   | Al-Hilal            | 2-0            | Al-Ettifaq Dammam   |
| 2008-09   | Al-Hilal            | 1-0            | Al-Shabab           |
| 2009-10   | Al-Hilal            | 2-1            | Al-Ahli (Jeddah)    |
| 2010-11   | Al-Hilal            | 5-0            | Al-Wahda (Mecca)    |
| 2011-12   | Al-Hilal            | 2-1            | Al-Ettifaq Dammam   |
| 2012-13   | Al-Hilal            | 1-1 (4-2 pen.) | Al-Nassr            |
| 2013-14   | Al-Nassr            | 2-1            | Al-Hilal            |
| 2014-15   | Al-Ahli (Jeddah)    | 2-1            | Al-Hilal            |
| 2015-16   | Al-Hilal            | 2-1            | Al-Ahli (Jeddah)    |
| 2016-17   | Al-Ittihad (Jeddah) | 1-0            | Al-Nassr            |
| 2017-18   | Cancelado           | Cancelado      | Cancelado           |

## Títulos por club
| Club        | Campeón | Años campeón                                                                 |
| ----------- | ------- | ---------------------------------------------------------------------------- |
| Al-Hilal    | 13      | 1964, 1995, 2000, 2003, 2005, 2006, 2008, 2009, 2010, 2011, 2012, 2013, 2016 |
| Al-Ittihad  | 8       | 1958, 1959, 1963, 1991, 1997, 2001, 2004, 2017                               |
| Al-Ahli     | 6       | 19571, 1970, 1998, 2002, 2007, 2015                                          |
| Al-Shabab   | 3       | 1993, 1996, 1999                                                             |
| Al-Nassr    | 3       | 1973, 1974, 2014                                                             |
| Al-Wahda    | 1       | 1960                                                                         |
| Al-Ettifaq  | 1       | 1965                                                                         |
| Al-Qadisiya | 1       | 1992                                                                         |
| Al-Riyadh   | 1       | 1994                                                                         |

1incluye un título como Al-Thaghar